# Venterol (Alpes-de-Haute-Provence)
Venterol település Franciaországban, Alpes-de-Haute-Provence megyében. Lakosainak száma 226 fő (2022. január 1.). Venterol Curbans, Faucon-du-Caire, Gigors, Piégut, Jarjayes, Lettret, Tallard és Valserres községekkel határos.

## Népesség
A település népessége az elmúlt években az alábbi módon változott:
| Lakosok száma | 134  | 115  | 142  | 188  | 248  | 251  | 241  | 226  | 226  | 226  |
|               | 1968 | 1982 | 1990 | 2006 | 2013 | 2015 | 2017 | 2019 | 2020 | 2022 |